# Рівнодення

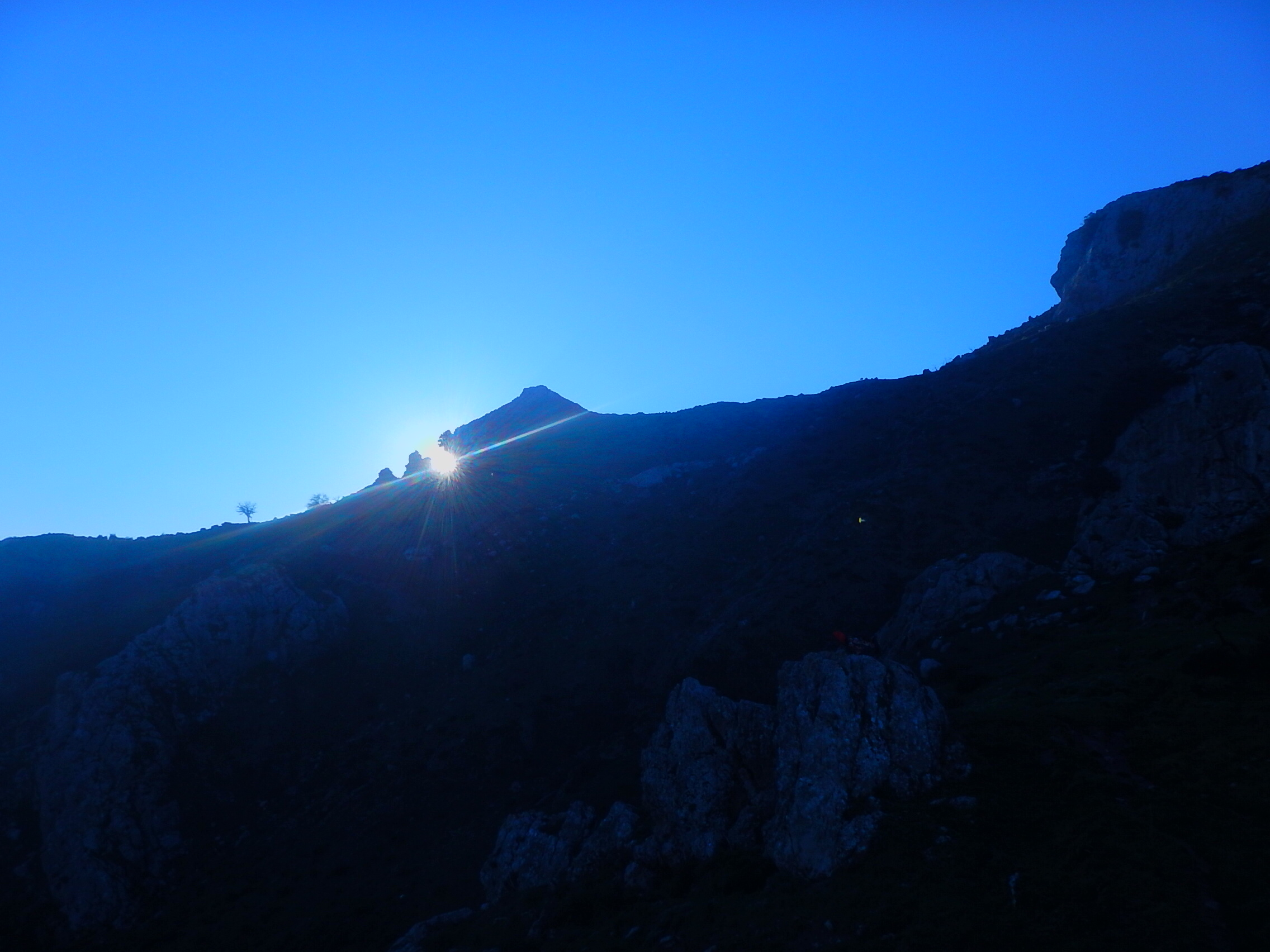
Захід сонця в день рівнодення з місця Піццо Венто, Фондачелі Фантіна, Сицилія

| Подія  | Рівнодення | Рівнодення | Сонцестояння | Сонцестояння | Рівнодення | Рівнодення | Сонцестояння | Сонцестояння |
| Місяць | Березень   | Березень   | Червень      | Червень      | Вересень   | Вересень   | Грудень      | Грудень      |
| Рік    | День       | Час        | День         | Час          | День       | Час        | День         | Час          |
| ------ | ---------- | ---------- | ------------ | ------------ | ---------- | ---------- | ------------ | ------------ |
| 2020   | 20         | 03:50      | 20           | 21:43        | 22         | 13:31      | 21           | 10:03        |
| 2021   | 20         | 09:37      | 21           | 03:32        | 22         | 19:21      | 21           | 15:59        |
| 2022   | 20         | 15:33      | 21           | 09:14        | 23         | 01:04      | 21           | 21:48        |
| 2023   | 20         | 21:25      | 21           | 14:58        | 23         | 06:50      | 22           | 03:28        |
| 2024   | 20         | 03:07      | 20           | 20:51        | 22         | 12:44      | 21           | 09:20        |
| 2025   | 20         | 09:02      | 21           | 02:42        | 22         | 18:20      | 21           | 15:03        |
| 2026   | 20         | 14:46      | 21           | 08:25        | 23         | 00:06      | 21           | 20:50        |
| 2027   | 20         | 20:25      | 21           | 14:11        | 23         | 06:02      | 22           | 02:43        |
| 2028   | 20         | 02:17      | 20           | 20:02        | 22         | 11:45      | 21           | 08:20        |
| 2029   | 20         | 08:01      | 21           | 01:48        | 22         | 17:37      | 21           | 14:14        |
| 2030   | 20         | 13:51      | 21           | 07:31        | 22         | 23:27      | 21           | 20:09        |

Рівноде́ння — мить, коли центр сонячного диска у своєму видимому русі екліптикою перетинає небесний екватор. У дні рівнодення тривалість дня на всій Землі, крім районів земних полюсів, майже дорівнює тривалості ночі. «Майже», тому що початок дня визначають за появою над горизонтом краю сонячного диска (а не його центру). Внаслідок значного кутового діаметра Сонця та рефракції тривалість дня навіть у рівнодення буде на кілька хвилин більшою за 12 годин, а тривалість ночі, відповідно, меншою.

## Визначення
Весняне рівнодення — це момент, коли схилення Сонця (його відстань від небесного екватора на північ або на південь) дорівнює нулю. При цьому кут між віссю обертання Землі і напрямком на Сонце стає прямим, тобто земні полюси рівновіддалені від Сонця. Тому для його встановлення достатньо вимірювати схилення Сонця протягом декількох днів в околицях рівнодення. Схилення Сонця поблизу рівнодення змінюється досить швидко (майже на пів градуса на добу), і навіть при не дуже високій точності вимірювань великої помилки у визначенні моменту рівнодення не вийде. Один зі способів визначення моменту нульового схилення Сонця — екваторіальне кільце. Є й ряд простіших способів — наприклад, вимірювання довжини тіні вертикального предмета опівдні.
Точка, в якій центр Сонця перетинає екватор під час руху з південної півкулі до північної, називається точкою весняного рівнодення, протилежна — точкою осіннього рівнодення. Внаслідок того, що тропічний рік (проміжок часу між двома послідовними проходженнями Сонця через ту саму точку рівнодення) не збігається із тривалістю календарного року, моменти рівнодення рік у рік зсуваються відносно початку календарної доби. Моменти рівнодення наступають у простий рік на 5 год 48 хв 46 сек пізніше, ніж у попередній, а у високосний — на 18 год 11 хв 14 сек раніше; тому моменти рівнодення можуть припадати на дві сусідні календарні дати. У наш час (початок 21 ст.) Сонце проходить точку весняного рівнодення 20 березня за Гринвічем (цей момент вважають початком астрономічної весни в Північній півкулі), а точку осіннього рівнодення — 22 або 23 вересня (початок астрономічної осені в Північній півкулі).

## Зсув
Гіппарх (2 ст. до н. е.) виявив, що точки рівнодення повільно зсуваються вздовж екліптики назустріч видимому річному руху Сонця. Явище отримало назву «випередження рівнодення». Цей зсув зумовлено зміною розташування небесного екватора і він пояснюється прецесією осі обертання Землі, яка рухається на 50,3" щорічно і має період близько 25772 років (Платонівський рік). Це явище обумовлює зміну астрологічних ер. Останнім часом з'явилися підстави вважати, що різниця між цими двома видами року була відома ще Аристарху Самоському, що жив за півтора століття до Гіппарха. Якщо це так, то заслуга Гіппарха полягає не стільки у відкритті прецесії, скільки в докладному дослідженні цього феномена на основі даних про координати зір. За часів Гіппарха точка весняного рівнодення розташовувалася в сузір'ї Овна і її позначають знаком відповідного сузір'я (), хоча наразі ця точка перебуває в сузір'ї Риб.
Точка осіннього рівнодення наразі розташовується у сузір'ї Діви, але вона також зберегла позначення сузір'я Терезів (), у якому перебувала понад 2000 років тому.
1737 року Джеймс Брадлей відкрив явище нутації земної осі, внаслідок якої точки рівнодення роблять невеликі коливальні рухи з періодом 18,62 року щодо середнього положення, обумовленого їхнім прецесійним зсувом.
Зі зміною розташування точок рівнодення пов'язано зміни небесних координат світил.
Від точки весняного рівнодення ведеться відлік прямих піднесень у екваторіальній системі координат та довготи у екліптичній системі координат.
У астрономічних каталогах подаються координати об'єктів для певного розташування точки весняного рівнодення, епоха якого вказується. Тому визначення розташування цієї фіктивної точки на небесній сфері є важливим завданням астрометрії.

## У культурі
У багатьох народів у різні часи весняне рівнодення було початком Нового року. Цей момент слугує відліком для важливих подій у різних релігіях, зокрема в юдаїзмі (Песах), християнстві (обчислення дати Великодня), ісламі (Навруз) тощо.
У слов'ян під час осіннього рівнодення відзначали Весілля Свічки або свято Сороки. Традиційно в Україні вважалося, що треба спостерігати за прикметами та проводити цей день якомога веселіше, було прийнято влаштовувати яскраве та веселе свято.